# Glenea negrosiana
Glenea negrosiana là một loài bọ cánh cứng trong họ Cerambycidae.